# Euplassa semicostata
Euplassa semicostata là một loài thực vật có hoa trong họ Quắn hoa. Loài này được Plana miêu tả khoa học đầu tiên năm 1998.